# Noé Gianetti
Noé Gianetti (* 6. Oktober 1989 in Lavertezzo, Schweiz) ist ein ehemaliger Schweizer Radrennfahrer. Er ist der Sohn von Mauro Gianetti.

## Sportlicher Werdegang
Als Juniorenfahrer gewann Gianetti 2006 die zweite Etappe der Tour de Besaya. Ein Jahr später wurde er Schweizer Bergmeister, indem er den Anstieg schneller als Patrick Luternauer und Daniel Rinner bewältigte.
Im Jahr 2010 nahm Gianetti für das UCI ProTeam Footon-Servetto an Gent-Wevelgem und der Tour de Suisse teil. Nach zwei erfolglosen Jahren in spanischen Diensten unterzeichnete Gianetti 2012 einen Vertrag mit dem amerikanischen Team Exergy, konnte aber auch für diese Mannschaft keine Erfolge erzielen.